# Серхіо Бускетс
Се́рхіо Буске́тс Бу́ргос (кат. Sergio Busquets i Burgos; нар. 16 липня 1988 року, Сабадель, Каталонія, Іспанія) — іспанський футболіст, опорний півзахисник «Інтер Маямі», збірної Іспанії та збірної Каталонії.
Син воротаря «Барселони» 1990-х Карлеса Бускетса.

## Клубна кар'єра
Вихованець каталонського футболу, навчався у декількох футбольних школах провінції, у 2005 році перейшов до футбольної академії «Барселони». 2007 року дебютував у складі команди «Барселона Б», у складі якої виступав у нижчих лігах іспанської першості.
Навесні 2008 року головний тренер другої команди «Барселони» Жузеп Гвардіола змінив Франка Райкарда на тренерському містку головної команди і Бускетс став одним з гравців, яких тренер узяв із собою. 13 вересня 2008 року гравець дебютував у складі головної команди «Барселони» у матчах Прімери (гра проти клубу «Расінг» (Сантадер), нічия 1:1). У жовтні того ж року дебютував у матчах Ліги чемпіонів УЄФА, протягом тріумфального для «Барселони»
розіграшу цього європейського турніру в сезоні 2008—09 Бускетс відіграв у 8 матчах та відзначився двома голами.
У грудні 2008 року молодий футболіст погодився на подовження контракту з барселонським клубом на чотири роки. Контракт передбачає, що протягом терміну його дії трансфер гравця може бути викуплений за 60 мільйонів фунтів стерлінгів.
У сезоні 2009—10 Бускетс закріпив свої позиції в основі «Барселони», отримавши більше включень до стартового складу ніж його основний конкурент на позиції опорного півзахисника, досвідченіший івуарієць Яя Туре. Цього ж сезону гравець удруге поспіль став чемпіоном країни у складі «Барселони».

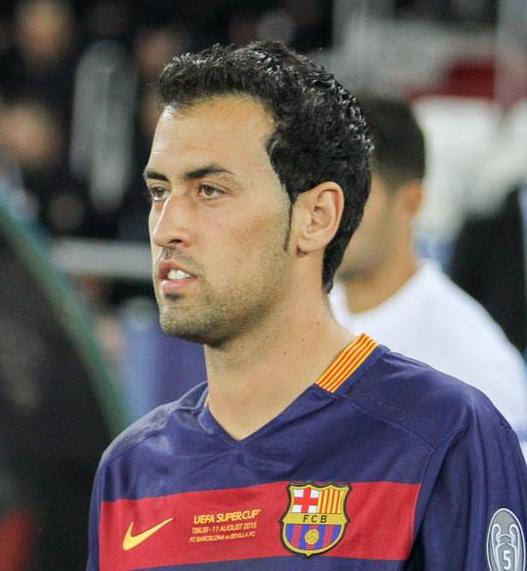
Серхіо Бускетс у футболці «Барселони» у 2015 році.

Станом на кінець сезону 2017/18, свого десятого сезону в головній команді «Барселони», мав в активі 311 матчів у Ла-Лізі та 8 перемог у національній футбольній першості, а також три титули переможця Ліги чемпіонів УЄФА: 2009, 2011 та 2015 років.

## Виступи у збірних
У жовтні 2008 року дебютував у складі молодіжної збірної Іспанії, а за пів року, 1 квітня 2009 уперше вийшов на поле й у складі національної збірної країни. Дебют у головній команді країни прийшовся на матч відбіркового турніру до чемпіонату світу 2010 проти збірної Туреччини (перемога 2:1).
Гравець добре зарекомендував себе протягом решти відбіркових матчів та під час товариських зустрічей і був включений до складу збірної Іспанії для участі у фінальній частині чемпіонату світу 2010. Безпосередньо під час фінального турніру у Південно-Африканській Республіці, за результатами якого іспанці уперше в історії стали чемпіонами світу, використовувався як основний опорний півзахисник збірної. Відіграв у всіх семи матчах іспанців на турнірі.
Також не пропустив жодної гри й на чемпіонаті Європи 2012, на якому іспанці удруге поспіль стали найсильнішою збірною Старого Світу.
За два роки, на чемпіонаті світу 2014 року повністю відіграв дві стартові гри «червоної фурії» на груповому етапі, обидві з яких були чинними чемпіонами світу програні, після чого вони втратили шанси на захист титулу.
Повністю провів на полі усі чотири гри на чемпіонаті Європи 2016 року, де іспанці не змогли захистити й континентальний титул, вибувши з боротьби на стадії 1/8 фіналу.
9 жовтня 2017 року відіграв усі 90 хвилин матчу відбору на ЧС-2018 проти збірної Ізраїлю, яка стала для нього 100-ю у формі національної команди.
У травні 2018 року був включений до заявки національної команди для участі у своїй третій світовій першості — тогорічному чемпіонаті світу в Росії.

## Особисте життя
Серхіо Бускетс є сином Карлеса Бускетса, який захищав ворота «Барселони» у 1990-ті роки. У 2014 Серхіо розпочав стосунки з Оленою Галерою, у пари народився син Енцо у 2016 році. У 2018 році народився син Леві. Бускетс має татуювання на лівій руці у вигляді напису арабською мовою, що перекладається як «Реч для тебе, життя в моїй країні», присвячене його дідусеві по материнській лінії, до якого він був дуже близький.

## Статистика виступів

### Статистика клубних виступів

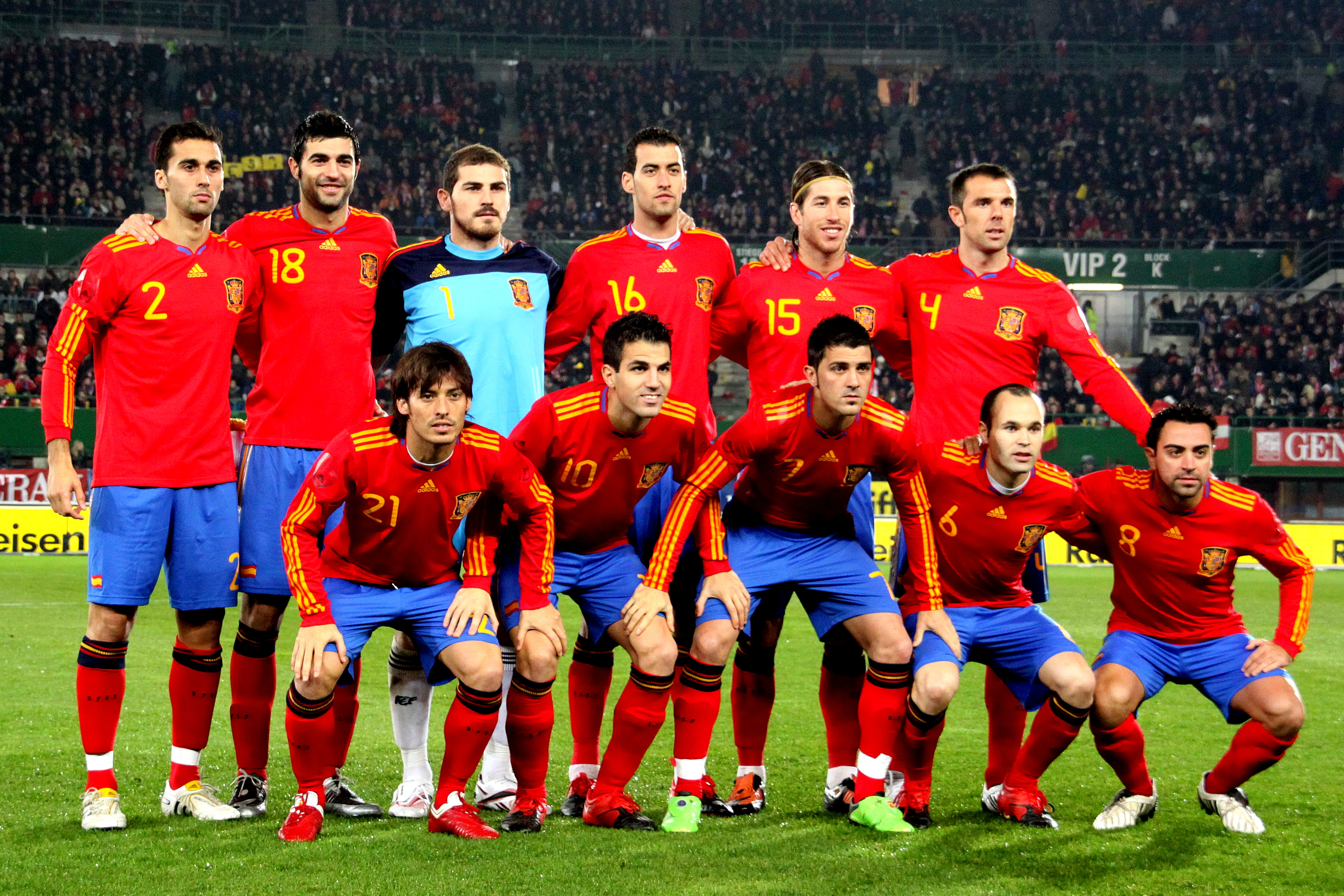
Серхіо Бускетс у складі збірної Іспанії у 2009 році.

Станом на 7 травня 2022 року
| Сезон                   | Команда                 | Чемпіонат               | Чемпіонат | Чемпіонат | Національний кубок | Національний кубок | Національний кубок | Континентальні кубки | Континентальні кубки | Континентальні кубки | Інші змагання | Інші змагання | Інші змагання | Усього | Усього |
| Сезон                   | Команда                 | Ліга                    | Ігор      | Голів     | Ліга               | Ігор               | Голів              | Ліга                 | Ігор                 | Голів                | Ліга          | Ігор          | Голів         | Ігор   | Голів  |
| ----------------------- | ----------------------- | ----------------------- | --------- | --------- | ------------------ | ------------------ | ------------------ | -------------------- | -------------------- | -------------------- | ------------- | ------------- | ------------- | ------ | ------ |
| 2007–08                 | «Барселона Б»           | ТД                      | 30        | 1         | -                  | -                  | -                  | -                    | -                    | -                    | -             | -             | -             | 30     | 1      |
| 2008–09                 | «Барселона Б»           | СДБ                     | 2         | 0         | -                  | -                  | -                  | -                    | -                    | -                    | -             | -             | -             | 2      | 0      |
| Усього за «Барселону Б» | Усього за «Барселону Б» | Усього за «Барселону Б» | 32        | 1         |                    | -                  | -                  |                      | -                    | -                    |               | -             | -             | 32     | 1      |
| 2008–09                 | «Барселона»             | ПД                      | 24        | 1         | КІ                 | 9                  | 0                  | ЛЧ                   | 8                    | 2                    | -             | -             | -             | 41     | 3      |
| 2009–10                 | «Барселона»             | ПД                      | 33        | 0         | КІ                 | 4                  | 0                  | ЛЧ                   | 10                   | 0                    | СІ+СУ+КЧС     | 2+1+2         | 0+0+1         | 52     | 1      |
| 2010–11                 | «Барселона»             | ПД                      | 28        | 1         | КІ                 | 5                  | 0                  | ЛЧ                   | 12                   | 0                    | СІ            | 1             | 0             | 46     | 1      |
| 2011–12                 | «Барселона»             | ПД                      | 31        | 1         | КІ                 | 8                  | 0                  | ЛЧ                   | 10                   | 1                    | СІ+СУ+КЧС     | 1+1+1         | 0             | 52     | 2      |
| 2012–13                 | «Барселона»             | ПД                      | 31        | 1         | КІ                 | 4                  | 0                  | ЛЧ                   | 8                    | 0                    | СІ            | 2             | 0             | 45     | 1      |
| 2013–14                 | «Барселона»             | ПД                      | 32        | 1         | КІ                 | 5                  | 1                  | ЛЧ                   | 9                    | 1                    | СІ            | 2             | 0             | 48     | 3      |
| 2014–15                 | «Барселона»             | ПД                      | 33        | 1         | КІ                 | 4                  | 0                  | ЛЧ                   | 10                   | 0                    | -             | -             | -             | 47     | 1      |
| 2015–16                 | «Барселона»             | ПД                      | 35        | 0         | КІ                 | 5                  | 0                  | ЛЧ                   | 9                    | 0                    | СУ+СІ+КЧС     | 1+1+2         | 0             | 53     | 0      |
| 2016–17                 | «Барселона»             | ПД                      | 33        | 0         | КІ                 | 5                  | 0                  | ЛЧ                   | 8                    | 0                    | СІ            | 2             | 0             | 48     | 0      |
| 2017–18                 | «Барселона»             | ПД                      | 31        | 1         | КІ                 | 7                  | 0                  | ЛЧ                   | 10                   | 0                    | СІ            | 2             | 0             | 50     | 1      |
| 2018–19                 | «Барселона»             | ПД                      | 35        | 0         | КІ                 | 6                  | 0                  | ЛЧ                   | 12                   | 0                    | СІ            | 1             | 0             | 54     | 0      |
| 2019–20                 | «Барселона»             | ПД                      | 33        | 2         | КІ                 | 2                  | 0                  | ЛЧ                   | 7                    | 0                    | СІ            | 1             | 0             | 43     | 2      |
| 2020–21                 | «Барселона»             | ПД                      | 36        | 0         | КІ                 | 6                  | 0                  | ЛЧ                   | 6                    | 0                    | СІ            | 2             | 0             | 50     | 0      |
| 2021–22                 | «Барселона»             | ПД                      | 34        | 2         | КІ                 | 2                  | 0                  | ЛЧ+ЛЄ                | 12                   | 1                    | СІ            | 1             | 0             | 49     | 3      |
| Усього за «Барселону»   | Усього за «Барселону»   | Усього за «Барселону»   | 449       | 11        |                    | 72                 | 1                  |                      | 131                  | 5                    |               | 26            | 1             | 678    | 18     |
| Усього за кар'єру       | Усього за кар'єру       | Усього за кар'єру       | 474       | 13        |                    | 72                 | 1                  |                      | 131                  | 5                    |               | 26            | 1             | 703    | 20     |

### Статистика виступів за збірну

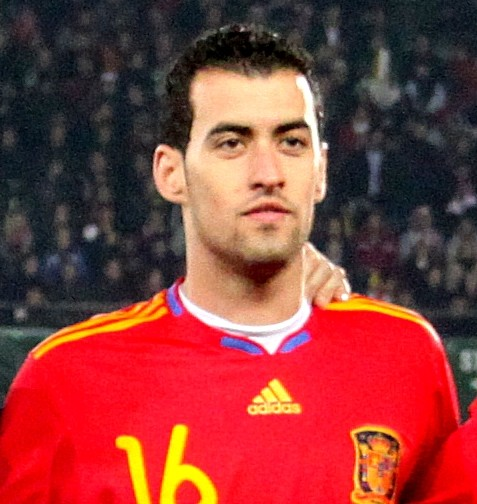
Серхіо Бускетс у футболці збірної Іспанії

Станом на 6 грудня 2022 року
| Збірна            | Рік               | Відбіркові матчі ЧС | Відбіркові матчі ЧС | Фінальні матчі ЧС | Фінальні матчі ЧС | Відбіркові матчі ЧЄ | Відбіркові матчі ЧЄ | Ліга націй УЄФА | Ліга націй УЄФА | Фінальні матчі ЧЄ | Фінальні матчі ЧЄ | Кубки конфедераці | Кубки конфедераці | Товариські матч | Товариські матч | Усього | Усього |
| Збірна            | Рік               | Ігор                | Голів               | Ігор              | Голів             | Ігор                | Голів               | Ігор            | Голів           | Ігор              | Голів             | Ігор              | Голів             | Ігор            | Голів           | Ігор   | Голів  |
| ----------------- | ----------------- | ------------------- | ------------------- | ----------------- | ----------------- | ------------------- | ------------------- | --------------- | --------------- | ----------------- | ----------------- | ----------------- | ----------------- | --------------- | --------------- | ------ | ------ |
| Іспінія           | 2009              | 3                   | 0                   | -                 | -                 | -                   | -                   | -               | -               | -                 | -                 | 3                 | 0                 | 4               | 0               | 10     | 0      |
| Іспінія           | 2010              | -                   | -                   | 7                 | 0                 | 3                   | 0                   | -               | -               | -                 | -                 | -                 | -                 | 6               | 0               | 16     | 0      |
| Іспінія           | 2011              | -                   | -                   | -                 | -                 | 4                   | 0                   | -               | -               | -                 | -                 | -                 | -                 | 7               | 0               | 11     | 0      |
| Іспінія           | 2012              | 3                   | 0                   | -                 | -                 | -                   | -                   | -               | -               | 6                 | 0                 | -                 | -                 | 5               | 0               | 14     | 0      |
| Іспінія           | 2013              | 4                   | 0                   | -                 | -                 | -                   | -                   | -               | -               | -                 | -                 | 4                 | 0                 | 4               | 0               | 12     | 0      |
| Іспінія           | 2014              | -                   | -                   | 2                 | 0                 | 4                   | 2                   | -               | -               | -                 | -                 | -                 | -                 | 5               | 0               | 11     | 2      |
| Іспінія           | 2015              | -                   | -                   | -                 | -                 | 6                   | 0                   | -               | -               | -                 | -                 | -                 | -                 | 2               | 0               | 8      | 0      |
| Іспінія           | 2016              | 4                   | 0                   | -                 | -                 | -                   | -                   | -               | -               | 4                 | 0                 | -                 | -                 | 4               | 0               | 12     | 0      |
| Іспінія           | 2017              | 5                   | 0                   | -                 | -                 | -                   | -                   | -               | -               | -                 | -                 | -                 | -                 | 3               | 0               | 8      | 0      |
| Іспінія           | 2018              | -                   | -                   | 4                 | 0                 | -                   | -                   | 4               | 0               | -                 | -                 | -                 | -                 | 1               | 0               | 9      | 0      |
| Іспінія           | 2019              | -                   | -                   | -                 | -                 | 5                   | 0                   | -               | -               | -                 | -                 | -                 | -                 | -               | -               | 5      | 0      |
| Іспінія           | 2020              | -                   | -                   | -                 | -                 | -                   | -                   | 3               | 0               | -                 | -                 | -                 | -                 | 1               | 0               | 4      | 0      |
| Іспінія           | 2021              | 6                   | 0                   | -                 | -                 | -                   | -                   | 2               | 0               | 4                 | 0                 | -                 | -                 | 1               | 0               | 13     | 0      |
| Іспінія           | 2022              | -                   | -                   | 4                 | 0                 | -                   | -                   | 6               | 0               | -                 | -                 | -                 | -                 | -               | -               | 10     | 0      |
| Усього за кар'єру | Усього за кар'єру | 25                  | 0                   | 17                | 0                 | 22                  | 2                   | 15              | 0               | 14                | 0                 | 7                 | 0                 | 43              | 0               | 143    | 2      |

| Дата       | Місто           | Господарі            | Результат               | Гості              | Турнір                                    | Голи | Примітки      |
| ---------- | --------------- | -------------------- | ----------------------- | ------------------ | ----------------------------------------- | ---- | ------------- |
| 01-04-2009 | Стамбул         | Туреччина            | 1 – 2                   | Іспанія            | Відбір до ЧС 2010                         | -    | 74'           |
| 09-06-2009 | Баку            | Азербайджан          | 0 – 6                   | Іспанія            | товариський матч                          | -    | 46'           |
| 17-06-2009 | Блумфонтейн     | Іспанія              | 1 – 0                   | Ірак               | Кубок Конфедерацій                        | -    | 82'           |
| 20-06-2009 | Блумфонтейн     | Іспанія              | 2 – 0                   | ПАР                | Кубок Конфедерацій                        | -    |               |
| 28-06-2009 | Рустенбург      | Іспанія              | 3 – 2 д.ч.              | ПАР                | Кубок Конфедерацій                        | -    | 39' 81'       |
| 12-08-2009 | Скоп'є          | Північна Македонія   | 2 – 3                   | Іспанія            | товариський матч                          | -    | 46' 89'       |
| 05-09-2009 | Ла-Корунья      | Іспанія              | 5 – 0                   | Бельгія            | Відбір до ЧС 2010                         | -    | 24'           |
| 14-10-2009 | Зениця          | Боснія і Герцеговина | 2 – 5                   | Іспанія            | Відбір до ЧС 2010                         | -    |               |
| 14-11-2009 | Мадрид          | Іспанія              | 2 – 1                   | Аргентина          | товариський матч                          | -    | 25'           |
| 18-11-2009 | Відень          | Австрія              | 1 – 5                   | Іспанія            | товариський матч                          | -    | 24' 59'       |
| 03-03-2010 | Сен-Дені        | Франція              | 0 – 2                   | Іспанія            | товариський матч                          | -    |               |
| 29-05-2010 | Інсбрук         | Іспанія              | 3 – 2                   | Саудівська Аравія  | товариський матч                          | -    |               |
| 08-06-2010 | Мурсія          | Іспанія              | 6 – 0                   | Польща             | товариський матч                          | -    |               |
| 16-06-2010 | Дурбан          | Іспанія              | 0 – 1                   | Швейцарія          | ЧС 2010 - груповий етап                   | -    | 61'           |
| 21-06-2010 | Йоганнесбург    | Іспанія              | 2 – 0                   | Гондурас           | ЧС 2010 - груповий етап                   | -    |               |
| 25-06-2010 | Преторія        | Чилі                 | 1 – 2                   | Іспанія            | ЧС 2010 - груповий етап                   | -    |               |
| 29-06-2010 | Кейптаун        | Іспанія              | 1 – 0                   | Португалія         | ЧС 2010 - 1/8 фіналу                      | -    |               |
| 03-07-2010 | Йоганнесбург    | Іспанія              | 1 – 0                   | Парагвай           | ЧС 2010 - чвертьфінал                     | -    | 63'           |
| 07-07-2010 | Дурбан          | Німеччина            | 0 – 1                   | Іспанія            | ЧС 2010 - Півфінал                        | -    |               |
| 11-07-2010 | Йоганнесбург    | Нідерланди           | 0 – 1                   | Іспанія            | ЧС 2010 - Фінал                           | -    |               |
| 11-08-2010 | Мехіко          | Мексика              | 1 – 1                   | Іспанія            | товариський матч                          | -    | 42' 61'       |
| 03-09-2010 | Вадуц           | Ліхтенштейн          | 0 – 4                   | Іспанія            | Відбір до ЧЄ 2012                         | -    |               |
| 07-09-2010 | Буенос-Айрес    | Аргентина            | 4 – 1                   | Іспанія            | товариський матч                          | -    |               |
| 08-10-2010 | Саламанка       | Іспанія              | 3 – 1                   | Литва              | Відбір до ЧЄ 2012                         | -    |               |
| 12-10-2010 | Глазго          | Шотландія            | 2 – 3                   | Іспанія            | Відбір до ЧЄ 2012                         | -    | 90'           |
| 17-11-2010 | Лісабон         | Португалія           | 4 – 0                   | Іспанія            | товариський матч                          | -    | 8'            |
| 09-02-2011 | Мадрид          | Іспанія              | 1 – 0                   | Колумбія           | товариський матч                          | -    |               |
| 25-03-2011 | Гранада         | Іспанія              | 2 – 1                   | Чехія              | Відбір до ЧЄ 2012                         | -    |               |
| 04-06-2011 | Фоксборо        | США                  | 0 – 4                   | Іспанія            | товариський матч                          | -    | 46'           |
| 07-06-2011 | Пуерто-ла-Крус  | Венесуела            | 0 – 3                   | Іспанія            | товариський матч                          | -    |               |
| 10-08-2011 | Барі            | Італія               | 2 – 1                   | Іспанія            | товариський матч                          | -    | 45'           |
| 02-09-2011 | Санкт-Галлен    | Іспанія              | 3 – 2                   | Чилі               | товариський матч                          | -    |               |
| 06-09-2011 | Логроньйо       | Іспанія              | 6 – 0                   | Ліхтенштейн        | Відбір до ЧЄ 2012                         | -    |               |
| 07-10-2011 | Прага           | Чехія                | 0 – 2                   | Іспанія            | Відбір до ЧЄ 2012                         | -    |               |
| 11-10-2011 | Аліканте        | Іспанія              | 3 – 1                   | Шотландія          | Відбір до ЧЄ 2012                         | -    |               |
| 12-11-2011 | Лондон          | Англія               | 1 – 0                   | Іспанія            | товариський матч                          | -    | 64'           |
| 15-11-2011 | Сан-Хосе        | Коста-Рика           | 2 – 2                   | Іспанія            | товариський матч                          | -    | 46'           |
| 29-02-2012 | Малага          | Іспанія              | 5 – 0                   | Венесуела          | товариський матч                          | -    |               |
| 03-06-2012 | Севілья         | Іспанія              | 1 – 0                   | КНР                | товариський матч                          | -    | 46'           |
| 10-06-2012 | Гданськ         | Іспанія              | 1 – 1                   | Італія             | ЧЄ 2012 - груповий етап                   | -    |               |
| 14-06-2012 | Гданськ         | Іспанія              | 4 – 0                   | Ірландія           | ЧЄ 2012 - груповий етап                   | -    |               |
| 18-06-2012 | Гданськ         | Хорватія             | 0 – 1                   | Іспанія            | ЧЄ 2012 - груповий етап                   | -    |               |
| 23-06-2012 | Донецьк         | Іспанія              | 2 – 0                   | Франція            | ЧЄ 2012 - чвертьфінал                     | -    |               |
| 27-06-2012 | Донецьк         | Португалія           | 0 – 0 д.ч. (2 - 4 п.п.) | Іспанія            | ЧЄ 2012 - півфінал                        | -    | 60'           |
| 01-07-2012 | Київ            | Італія               | 0 – 4                   | Іспанія            | ЧЄ 2012 - Фінал                           | -    |               |
| 15-08-2012 | Баямон          | Пуерто-Рико          | 1 – 2                   | Іспанія            | товариський матч                          | -    | 46' 71'       |
| 07-09-2012 | Понтеведра      | Іспанія              | 5 – 0                   | Саудівська Аравія  | товариський матч                          | -    | 60'           |
| 11-09-2012 | Тбілісі         | Грузія               | 0 – 1                   | Іспанія            | Відбір до ЧС 2014                         | -    | 57'           |
| 12-10-2012 | Мінськ          | Білорусь             | 0 – 4                   | Іспанія            | Відбір до ЧС 2014                         | -    |               |
| 16-10-2012 | Мадрид          | Іспанія              | 1 – 1                   | Франція            | Відбір до ЧС 2014                         | -    |               |
| 14-11-2012 | Панама          | Панама               | 1 – 5                   | Іспанія            | товариський матч                          | -    |               |
| 06-02-2013 | Доха            | Іспанія              | 3 – 1                   | Уругвай            | товариський матч                          | -    | 22'           |
| 22-03-2013 | Хіхон           | Іспанія              | 1 – 1                   | Фінляндія          | Відбір до ЧС 2014                         | -    |               |
| 26-03-2013 | Сен-Дені        | Франція              | 0 – 1                   | Іспанія            | Відбір до ЧС 2014                         | -    |               |
| 11-06-2013 | Нью-Йорк        | Іспанія              | 2 – 0                   | Ірландія           | товариський матч                          | -    |               |
| 16-06-2013 | Ресіфі          | Іспанія              | 2 – 1                   | Уругвай            | Кубок Конфедерацій                        | -    |               |
| 23-06-2013 | Форталеза       | Нігерія              | 0 – 3                   | Іспанія            | Кубок Конфедерацій                        | -    |               |
| 27-06-2013 | Форталеза       | Іспанія              | 0 – 0 д.ч. (7 – 6 п.п.) | Італія             | Кубок Конфедерацій                        | -    |               |
| 30-06-2013 | Ріо-де-Жанейро  | Бразилія             | 3 – 0                   | Іспанія            | Кубок Конфедерацій                        | -    |               |
| 11-10-2013 | Пальма          | Іспанія              | 2 – 1                   | Білорусь           | Відбір до ЧС 2014                         | -    |               |
| 15-10-2013 | Альбасете       | Іспанія              | 2 – 0                   | Грузія             | Відбір до ЧС 2014                         | -    |               |
| 16-11-2013 | Малабо          | Екваторіальна Гвінея | 1 – 2                   | Іспанія            | товариський матч                          | -    | 43'           |
| 19-11-2013 | Йоганнесбург    | ПАР                  | 1 – 0                   | Іспанія            | товариський матч                          | -    |               |
| 05-03-2014 | Мадрид          | Іспанія              | 1 – 0                   | Італія             | товариський матч                          | -    | 46'           |
| 30-05-2014 | Севілья         | Іспанія              | 2 – 0                   | Болівія            | товариський матч                          | -    | 61'           |
| 07-06-2014 | Лендовер        | Сальвадор            | 0 – 2                   | Іспанія            | товариський матч                          | -    | 68'           |
| 13-06-2014 | Салвадор        | Іспанія              | 1 – 5                   | Нідерланди         | ЧС 2014 - груповий етап                   | -    |               |
| 18-06-2014 | Ріо-де-Жанейро  | Іспанія              | 0 – 2                   | Чилі               | ЧС 2014 - груповий етап                   | -    |               |
| 04-09-2014 | Сен-Дені        | Франція              | 1 – 0                   | Іспанія            | товариський матч                          | -    | 46'           |
| 08-09-2014 | Валенсія        | Іспанія              | 5 – 1                   | Північна Македонія | Відбір до ЧЄ 2016                         | 1    |               |
| 09-10-2014 | Жиліна          | Словаччина           | 2 – 1                   | Іспанія            | Відбір до ЧЄ 2016                         | -    |               |
| 12-10-2014 | Люксембург      | Люксембург           | 0 – 4                   | Іспанія            | Відбір до ЧЄ 2016                         | -    |               |
| 15-11-2014 | Уельва          | Іспанія              | 3 – 0                   | Білорусь           | Відбір до ЧЄ 2016                         | 1    | 26' 46'       |
| 18-11-2014 | Віго            | Іспанія              | 0 – 1                   | Німеччина          | товариський матч                          | -    | 46'           |
| 27-03-2015 | Севілья         | Іспанія              | 1 – 0                   | Україна            | Відбір до ЧЄ 2016                         | -    |               |
| 11-06-2015 | Леон            | Іспанія              | 2 – 1                   | Коста-Рика         | товариський матч                          | -    |               |
| 14-06-2015 | Борисов         | Білорусь             | 0 – 1                   | Іспанія            | Відбір до ЧЄ 2016                         | -    |               |
| 05-09-2015 | Ов'єдо          | Іспанія              | 2 – 0                   | Словаччина         | Відбір до ЧЄ 2016                         | -    |               |
| 08-09-2015 | Скоп'є          | Північна Македонія   | 0 – 1                   | Іспанія            | Відбір до ЧЄ 2016                         | -    | 47'           |
| 09-10-2015 | Логроньйо       | Іспанія              | 4 – 0                   | Люксембург         | Відбір до ЧЄ 2016                         | -    |               |
| 12-10-2015 | Київ            | Україна              | 0 – 1                   | Іспанія            | Відбір до ЧЄ 2016                         | -    | 85'           |
| 13-11-2015 | Аліканте        | Іспанія              | 2 – 0                   | Англія             | товариський матч                          | -    | 78'           |
| 01-06-2016 | Вальс-Зіценгайм | Іспанія              | 6 – 1                   | Південна Корея     | товариський матч                          | -    | 46'           |
| 07-06-2016 | Хетафе          | Іспанія              | 0 – 1                   | Грузія             | товариський матч                          | -    | 76'           |
| 13-06-2016 | Тулуза          | Іспанія              | 1 – 0                   | Чехія              | ЧЄ 2016 - груповий етап                   | -    |               |
| 17-06-2016 | Ніцца           | Іспанія              | 3 – 0                   | Туреччина          | ЧЄ 2016 - груповий етап                   | -    |               |
| 21-06-2016 | Бордо           | Хорватія             | 2 – 1                   | Іспанія            | ЧЄ 2016 - груповий етап                   | -    |               |
| 27-06-2016 | Сен-Дені        | Італія               | 2 – 0                   | Іспанія            | ЧЄ 2016 - 1/8 фіналу                      | -    | 89'           |
| 01-09-2016 | Брюссель        | Бельгія              | 0 – 2                   | Іспанія            | товариський матч                          | -    |               |
| 05-09-2016 | Леон            | Іспанія              | 8 – 0                   | Ліхтенштейн        | Відбір до ЧС 2018                         | -    |               |
| 06-10-2016 | Турин           | Італія               | 1 – 1                   | Іспанія            | Відбір до ЧС 2018                         | -    | 27'           |
| 09-10-2016 | Шкодер          | Албанія              | 0 – 2                   | Іспанія            | Відбір до ЧС 2018                         | -    |               |
| 12-11-2016 | Гранада         | Іспанія              | 4 – 0                   | Північна Македонія | Відбір до ЧС 2018                         | -    |               |
| 15-11-2016 | Лондон          | Англія               | 2 – 2                   | Іспанія            | товариський матч                          | -    | 78'           |
| 24-03-2017 | Хіхон           | Іспанія              | 4 – 1                   | Ізраїль            | Відбір до ЧС 2018                         | 1    |               |
| 28-03-2017 | Сен-Дені        | Франція              | 0 – 2                   | Іспанія            | товариський матч                          | -    |               |
| 11-06-2017 | Скоп'є          | Північна Македонія   | 1 – 2                   | Іспанія            | Відбір до ЧС 2018                         | -    |               |
| 02-09-2017 | Мадрид          | Іспанія              | 3 – 0                   | Італія             | Відбір до ЧС 2018                         | -    |               |
| 05-09-2017 | Вадуц           | Ліхтенштейн          | 0 – 8                   | Іспанія            | Відбір до ЧС 2018                         | -    | 81'           |
| 09-10-2017 | Єрусалим        | Ізраїль              | 0 – 1                   | Іспанія            | Відбір до ЧС 2018                         | -    |               |
| 11-11-2017 | Малага          | Іспанія              | 5 – 0                   | Коста-Рика         | товариський матч                          | -    | 46'           |
| 14-11-2017 | Санкт-Петербург | Росія                | 3 – 3                   | Іспанія            | товариський матч                          | -    | 18' 58'       |
| 09-06-2018 | Краснодар       | Туніс                | 0 – 1                   | Іспанія            | товариський матч                          | -    |               |
| 15-06-2018 | Сочі            | Португалія           | 3 – 3                   | Іспанія            | ЧС 2018 - груповий етап                   | -    | 17'           |
| 20-06-2018 | Казань          | Іран                 | 0 – 1                   | Іспанія            | ЧС 2018 - груповий етап                   | -    |               |
| 25-06-2018 | Калінінград     | Іспанія              | 2 – 2                   | Марокко            | ЧС 2018 - груповий етап                   | -    |               |
| 01-07-2018 | Москва          | Іспанія              | 1 – 1 д.ч. (3 – 4 п.п.) | Росія              | ЧС 2018 - 1/8 фіналу                      | -    |               |
| 08-09-2018 | Лондон          | Англія               | 1 – 2                   | Іспанія            | Ліга націй УЄФА 2018—2019 - груповий етап | -    |               |
| 11-09-2018 | Ельче           | Іспанія              | 6 – 0                   | Хорватія           | Ліга націй УЄФА 2018—2019 - груповий етап | -    | 59'           |
| 15-10-2018 | Севілья         | Іспанія              | 2 – 3                   | Англія             | Ліга націй УЄФА 2018—2019 - груповий етап | -    |               |
| 15-11-2018 | Загреб          | Хорватія             | 3 – 2                   | Іспанія            | Ліга націй УЄФА 2018—2019 - груповий етап | -    | 87'           |
| 23-03-2019 | Валенсія        | Іспанія              | 2 – 1                   | Норвегія           | Відбір до ЧЄ 2020                         | -    |               |
| 10-06-2019 | Мадрид          | Іспанія              | 3 – 0                   | Швеція             | Відбір до ЧЄ 2020                         | -    |               |
| 05-09-2019 | Бухарест        | Румунія              | 1 – 2                   | Іспанія            | Відбір до ЧЄ 2020                         | -    |               |
| 12-10-2019 | Осло            | Норвегія             | 1 – 1                   | Іспанія            | Відбір до ЧЄ 2020                         | -    | 61'           |
| 18-11-2019 | Мадрид          | Іспанія              | 5 – 0                   | Румунія            | Відбір до ЧЄ 2020                         | -    | 25'           |
| 03-09-2020 | Штутгарт        | Німеччина            | 1 – 1                   | Іспанія            | Ліга націй УЄФА 2020—2021 - груповий етап | -    | 57'           |
| 07-10-2020 | Лісабон         | Португалія           | 0 – 0                   | Іспанія            | товариський матч                          | -    | кап. 61'      |
| 10-10-2020 | Мадрид          | Іспанія              | 1 – 0                   | Швейцарія          | Ліга націй УЄФА 2020—2021 - груповий етап | -    |               |
| 14-11-2020 | Базель          | Швейцарія            | 1 – 1                   | Іспанія            | Ліга націй УЄФА 2020—2021 - груповий етап | -    | 72'           |
| 28-03-2021 | Тбілісі         | Грузія               | 1 – 2                   | Іспанія            | Відбір до ЧС 2022                         | -    | кап. 73'      |
| 31-03-2021 | Севілья         | Іспанія              | 3 – 1                   | Косово             | Відбір до ЧС 2022                         | -    | кап. 82'      |
| 04-06-2021 | Мадрид          | Іспанія              | 0 – 0                   | Португалія         | товариський матч                          | -    | кап. 63'      |
| 23-06-2021 | Севілья         | Словаччина           | 0 – 5                   | Іспанія            | ЧЄ 2020 - груповий етап                   | -    | кап. 40' 71'  |
| 28-06-2021 | Копенгаген      | Хорватія             | 3 – 5 д.ч.              | Іспанія            | ЧЄ 2020 - 1/8 фіналу                      | -    | кап. 101'     |
| 02-07-2021 | Санкт-Петербург | Швейцарія            | 1 – 1 д.ч. (1 – 3 п.п.) | Іспанія            | ЧЄ 2020 - чвертьфінал                     | -    | кап.          |
| 06-07-2021 | Лондон          | Італія               | 1 – 1 д.ч. (4 – 2 п.п.) | Іспанія            | ЧЄ 2020 - півфінал                        | -    | кап. 51' 106' |
| 02-09-2021 | Сульна          | Швеція               | 2 – 1                   | Іспанія            | Відбір до ЧС 2022                         | -    | кап. 85'      |
| 08-09-2021 | Приштина        | Косово               | 0 – 2                   | Іспанія            | Відбір до ЧС 2022                         | -    | кап.          |
| 06-10-2021 | Мілан           | Італія               | 1 – 2                   | Іспанія            | Ліга націй УЄФА 2020—2021 - півфінал      | -    | кап.          |
| 10-10-2021 | Мілан           | Іспанія              | 1 – 2                   | Франція            | Ліга націй УЄФА 2020—2021 - фінал         | -    | кап.          |
| 11-11-2021 | Афіни           | Греція               | 0 – 1                   | Іспанія            | Відбір до ЧС 2022                         | -    | 65'           |
| 14-11-2021 | Севілья         | Іспанія              | 1 – 0                   | Швеція             | Відбір до ЧС 2022                         | -    | кап.          |
| 02-06-2022 | Севілья         | Іспанія              | 1 – 1                   | Португалія         | Ліга націй УЄФА 2022—2023 - груповий етап | -    | кап. 90+2'    |
| 05-06-2022 | Прага           | Чехія                | 2 – 2                   | Іспанія            | Ліга націй УЄФА 2022—2023 - груповий етап | -    | 61'           |
| 09-06-2022 | Лансі           | Швейцарія            | 0 – 1                   | Іспанія            | Ліга націй УЄФА 2022—2023 - груповий етап | -    | кап.          |
| 12-06-2022 | Малага          | Іспанія              | 2 – 0                   | Чехія              | Ліга націй УЄФА 2022—2023 - груповий етап | -    | 78'           |
| 24-09-2022 | Сарагоса        | Іспанія              | 1 – 2                   | Швейцарія          | Ліга націй УЄФА 2022—2023 - груповий етап | -    | кап.          |
| 27-09-2022 | Брага           | Португалія           | 0 – 1                   | Іспанія            | Ліга націй УЄФА 2022—2023 - груповий етап | -    | 46'           |
| 23-11-2022 | Доха            | Іспанія              | 7 – 0                   | Коста-Рика         | ЧС 2022 - груповий етап                   | -    | кап. 64'      |
| 27-11-2022 | Ель-Хаур        | Іспанія              | 1 – 1                   | Німеччина          | ЧС 2022 - груповий етап                   | -    | кап. 44'      |
| 01-12-2022 | Ер-Раян         | Японія               | 2 – 1                   | Іспанія            | ЧС 2022 - груповий етап                   | -    | кап.          |
| 06-12-2022 | Ер-Раян         | Марокко              | 0 – 0 д.ч. (3 – 0 п.п.) | Іспанія            | ЧС 2022 - 1/8 фіналу                      | -    | кап.          |
| Усього     |                 | Матчів (3 місце)     | 143                     |                    | Голів                                     | 2    |               |

## Досягнення
Збірна Іспанії
- Чемпіон світу: 2010
- Чемпіон Європи: 2012

«Барселона»
- Чемпіон Іспанії: 2008/09, 2009/10, 2010/11, 2012/13, 2014/15, 2015/16, 2017/18, 2018/19, 2022/23
- Переможець Ліги чемпіонів УЄФА: 2008/09, 2010/11, 2014/15
- Володар Суперкубка УЄФА: 2009, 2011, 2015
- Володар Кубка Іспанії: 2008/09, 2011/12, 2014/15, 2015/16, 2016/17, 2017/18, 2020/21
- Володар Суперкубка Іспанії: 2009, 2010, 2011, 2013, 2016, 2018, 2022
- Переможець клубного чемпіонату світу: 2009, 2011, 2015

Особисті
- Найкращий молодий футболіст в Європі (Трофей Браво): 2009[7]